# Näst sista ordet
Näst sista ordet är en svenskspråkig podcast från Yle som hade premiär år 2020. Programledare är Jens Berg och språkexperten Jenny Sylvin. Podcasten utkommer varje söndag och finns tillgänglig via Yle Arenan.
Podcasten behandlar det svenska språket ur ett brett och samhällsinriktat perspektiv. Ämnen som tas upp inkluderar dialekter, tvåspråkighet, översättningar, sociala koder, fackspråk, lånord och skällsord. Fokus ligger särskilt på det finlandssvenska språkliga landskapet och hur det formas i skärningspunkten mellan det finska majoritetssamhället och det rikssvenska språkinflytandet. Serien undersöker hur språket påverkar och speglar vår världsbild i detta kulturella och språkliga mellanrum.